# Stenodictyon wrightii
Stenodictyon wrightii är en bladmossart som beskrevs av Marshall Robert Crosby 1976. Stenodictyon wrightii ingår i släktet Stenodictyon och familjen Hookeriaceae. Inga underarter finns listade i Catalogue of Life.